# ألكسندر سوبوليف (لاعب كرة قدم)
ألكسندر سوبوليف (بالروسية: Соболев, Александр Сергеевич)‏ (7 مارس 1997 في روسيا - ) هو لاعب كرة قدم روسي في مركز الهجوم. لعب مع توم تومسك ونادي كريليا سوفيتوف سامارا.

## وصلات خارجية
- ألكسندر سوبوليف (لاعب كرة قدم) على موقع الاتحاد الدولي (مؤرشف)  (الإنجليزية)
- ألكسندر سوبوليف (لاعب كرة قدم) على موقع الاتحاد الأوربي (الإنجليزية)
- ألكسندر سوبوليف (لاعب كرة قدم) على موقع قاعدة بيانات كرة القدم.إي يو (الإنجليزية)
- ألكسندر سوبوليف (لاعب كرة قدم) على موقع ناشيونال فوتبول تيمز (الإنجليزية)
- ألكسندر سوبوليف (لاعب كرة قدم) على موقع Soccerway.com (الإنجليزية)
- ألكسندر سوبوليف (لاعب كرة قدم) على موقع عالم كرة القدم.نت (الإنجليزية)